# Dichochrysa makrana
Dichochrysa makrana är en insektsart som först beskrevs av Hölzel 1966.  Dichochrysa makrana ingår i släktet Dichochrysa och familjen guldögonsländor. Inga underarter finns listade i Catalogue of Life.